# Loxoconcha tricornata
Loxoconcha tricornata is een mosselkreeftjessoort uit de familie van de Loxoconchidae. De wetenschappelijke naam van de soort is voor het eerst geldig gepubliceerd in 1971 door Krutak.